# Epic (Sandro Silva & Quintino)
Epic is een single van dj's Sandro Silva (Shandro Janangier) en Quintino (Quinten van den Berg). In zowel de Nederlandse Top 40 als de Single Top 100 wist het op de eerste positie te staan. In de Nederlandse Top 40 is het de twaalfde volledig instrumentale nummer 1-hit. De vorige was Freefall van Jeckyll & Hyde in 2007. Vanaf 12 mei 2012 was het ook de succesvolste Dancesmash ooit op basis van aantal behaalde punten in de Nederlandse Top 40, maar vanaf 5 april 2014 heeft Hey brother van Avicii die titel overgenomen.

## Hitnoteringen

### Nederlandse Top 40
| Hitnotering: 24-12-2011 t/m 02-06-2012 | Hitnotering: 24-12-2011 t/m 02-06-2012 | Hitnotering: 24-12-2011 t/m 02-06-2012 | Hitnotering: 24-12-2011 t/m 02-06-2012 | Hitnotering: 24-12-2011 t/m 02-06-2012 | Hitnotering: 24-12-2011 t/m 02-06-2012 | Hitnotering: 24-12-2011 t/m 02-06-2012 | Hitnotering: 24-12-2011 t/m 02-06-2012 | Hitnotering: 24-12-2011 t/m 02-06-2012 | Hitnotering: 24-12-2011 t/m 02-06-2012 | Hitnotering: 24-12-2011 t/m 02-06-2012 | Hitnotering: 24-12-2011 t/m 02-06-2012 | Hitnotering: 24-12-2011 t/m 02-06-2012 | Hitnotering: 24-12-2011 t/m 02-06-2012 |
| Week:                                  | 1                                      | 2                                      | 3                                      | 4                                      | 5                                      | 6                                      | 7                                      | 8                                      | 9                                      | 10                                     | 11                                     | 12                                     | 13                                     |
| -------------------------------------- | -------------------------------------- | -------------------------------------- | -------------------------------------- | -------------------------------------- | -------------------------------------- | -------------------------------------- | -------------------------------------- | -------------------------------------- | -------------------------------------- | -------------------------------------- | -------------------------------------- | -------------------------------------- | -------------------------------------- |
| Positie:                               | 14                                     | 1                                      | 2                                      | 3                                      | 3                                      | 4                                      | 4                                      | 2                                      | 4                                      | 4                                      | 4                                      | 4                                      | 4                                      |
| Week                                   | 14                                     | 15                                     | 16                                     | 17                                     | 18                                     | 19                                     | 20                                     | 21                                     | 22                                     | 23                                     | 24                                     |                                        |                                        |
| Nummer                                 | 4                                      | 4                                      | 7                                      | 8                                      | 11                                     | 12                                     | 12                                     | 14                                     | 16                                     | 23                                     | 31                                     | uit                                    |                                        |

### NederlandseSingle Top 100
| Hitnotering: 26-11-2011 t/m 01-09-2012 | Hitnotering: 26-11-2011 t/m 01-09-2012 | Hitnotering: 26-11-2011 t/m 01-09-2012 | Hitnotering: 26-11-2011 t/m 01-09-2012 | Hitnotering: 26-11-2011 t/m 01-09-2012 | Hitnotering: 26-11-2011 t/m 01-09-2012 | Hitnotering: 26-11-2011 t/m 01-09-2012 | Hitnotering: 26-11-2011 t/m 01-09-2012 | Hitnotering: 26-11-2011 t/m 01-09-2012 | Hitnotering: 26-11-2011 t/m 01-09-2012 | Hitnotering: 26-11-2011 t/m 01-09-2012 | Hitnotering: 26-11-2011 t/m 01-09-2012 | Hitnotering: 26-11-2011 t/m 01-09-2012 | Hitnotering: 26-11-2011 t/m 01-09-2012 | Hitnotering: 26-11-2011 t/m 01-09-2012 | Hitnotering: 26-11-2011 t/m 01-09-2012 | Hitnotering: 26-11-2011 t/m 01-09-2012 | Hitnotering: 26-11-2011 t/m 01-09-2012 | Hitnotering: 26-11-2011 t/m 01-09-2012 | Hitnotering: 26-11-2011 t/m 01-09-2012 | Hitnotering: 26-11-2011 t/m 01-09-2012 | Hitnotering: 26-11-2011 t/m 01-09-2012 |
| Week:                                  | 1                                      | 2                                      | 3                                      | 4                                      | 5                                      | 6                                      | 7                                      | 8                                      | 9                                      | 10                                     | 11                                     | 12                                     | 13                                     | 14                                     | 15                                     | 16                                     | 17                                     | 18                                     | 19                                     | 20                                     | 21                                     |
| -------------------------------------- | -------------------------------------- | -------------------------------------- | -------------------------------------- | -------------------------------------- | -------------------------------------- | -------------------------------------- | -------------------------------------- | -------------------------------------- | -------------------------------------- | -------------------------------------- | -------------------------------------- | -------------------------------------- | -------------------------------------- | -------------------------------------- | -------------------------------------- | -------------------------------------- | -------------------------------------- | -------------------------------------- | -------------------------------------- | -------------------------------------- | -------------------------------------- |
| Positie:                               | 90                                     | 72                                     | 50                                     | 4                                      | 1                                      | 4                                      | 4                                      | 5                                      | 8                                      | 5                                      | 4                                      | 6                                      | 4                                      | 4                                      | 5                                      | 6                                      | 4                                      | 4                                      | 6                                      | 8                                      | 9                                      |
| Week                                   | 22                                     | 23                                     | 24                                     | 25                                     | 26                                     | 27                                     | 28                                     | 29                                     | 30                                     | 31                                     | 32                                     | 33                                     | 34                                     | 35                                     | 36                                     | 37                                     | 38                                     | 39                                     | 40                                     | 41                                     |                                        |
| Nummer                                 | 13                                     | 16                                     | 18                                     | 21                                     | 29                                     | 31                                     | 38                                     | 44                                     | 45                                     | 47                                     | 45                                     | 53                                     | 53                                     | 39                                     | 59                                     | 63                                     | 70                                     | 69                                     | 66                                     | 76                                     | uit                                    |

### VlaamseUltratop 50
| Hitnotering: 29-10-2011 t/m 28-01-2012 | Hitnotering: 29-10-2011 t/m 28-01-2012 | Hitnotering: 29-10-2011 t/m 28-01-2012 | Hitnotering: 29-10-2011 t/m 28-01-2012 | Hitnotering: 29-10-2011 t/m 28-01-2012 | Hitnotering: 29-10-2011 t/m 28-01-2012 | Hitnotering: 29-10-2011 t/m 28-01-2012 | Hitnotering: 29-10-2011 t/m 28-01-2012 | Hitnotering: 29-10-2011 t/m 28-01-2012 | Hitnotering: 29-10-2011 t/m 28-01-2012 | Hitnotering: 29-10-2011 t/m 28-01-2012 | Hitnotering: 29-10-2011 t/m 28-01-2012 | Hitnotering: 29-10-2011 t/m 28-01-2012 | Hitnotering: 29-10-2011 t/m 28-01-2012 | Hitnotering: 29-10-2011 t/m 28-01-2012 | Hitnotering: 29-10-2011 t/m 28-01-2012 |
| Week:                                  | 1                                      | 2                                      | 3                                      | 4                                      | 5                                      | 6                                      | 7                                      | 8                                      | 9                                      | 10                                     | 11                                     | 12                                     | 13                                     | 14                                     |                                        |
| -------------------------------------- | -------------------------------------- | -------------------------------------- | -------------------------------------- | -------------------------------------- | -------------------------------------- | -------------------------------------- | -------------------------------------- | -------------------------------------- | -------------------------------------- | -------------------------------------- | -------------------------------------- | -------------------------------------- | -------------------------------------- | -------------------------------------- | -------------------------------------- |
| Positie:                               | 33                                     | 27                                     | 23                                     | 16                                     | 16                                     | 17                                     | 31                                     | 26                                     | 28                                     | 45                                     | 41                                     | 31                                     | 48                                     | 36                                     | uit                                    |